# オンリー (企業)
株式会社オンリー（オンリー、英: ONLY Corporation）は、京都市下京区に本社を置くビジネススーツを中心とした紳士服・婦人服の製造小売業の会社である。「ONLY」「SUITS＆SUITS」等のブランドで全国に約60店舗を展開。2022年1月まで東証1部に株式上場していた。

## 沿革
- 1970年（昭和45年）
  - 9月 - 中西浩一（現・相談役）がオーダーメイドスーツ専門店「紳士服中西」を京都市山科区で創業[1]。
- 1976年（昭和51年）
  - 6月 - 京都市北区に株式会社オンリーを設立[1]。
  - 9月 - メンズブティック「オンリー本店」を京都市北区の北山通に開店[1]。
- 1983年（昭和58年）
  - 9月 - 第25回 日本紳士服技術コンクールにて最高の栄誉である「高松宮技術奨励賜杯賞」を受賞。
- 1996年（平成8年）
  - 9月 - イタリア製オリジナルブランド商品を、業界初の２プライスで販売するスーツストア「INHALE+EXHALE」を神戸市東灘区の六甲アイランドに開店[1]。
- 1998年（平成10年）
  - 3月 - 女性向け1,900円の均一価格店「19ショップ北山店」を開店[1]。
- 1999年（平成11年）
  - 10月 - 「The @SUPER SUITS STORE」を東京都千代田区日比谷の東宝ツインタワーに開店。
  - 11月 - 従来のポイントカードシステムを刷新し「オンリークラブカード」を開始。
- 2000年（平成12年）
  - 3月 - 東京都千代田区に東京事務所を開設。
- 2001年（平成13年）
  - 12月 - 東京都台東区、神戸市中央区に48サイズのスーツを100米ドルで販売する「SUITS & SUITS」を開店。
- 2002年（平成14年）
  - 5月 - ネット販売事業を行う有限会社アクロスタイルを買収、完全子会社化する。
  - 12月 - 独自の採寸システムによるオーダーメイドスーツ「Tailor Made（テーラーメイド） by Koichi Nakanishi」の販売を開始。
- 2003年（平成15年）
  - 4月 - 本社を京都市北区から下京区に移転。
- 2004年（平成16年）
  - 3月 - 大阪府枚方市に枚方商品センターを開設。
  - 5月 - 有限会社アクロスタイルの商号を有限会社オンリーファクトリーに変更。
  - 6月 - 有限会社オンリーファクトリーを株式会社化し、テーラーメイドスーツの自社製造を開始。
- 2005年（平成17年）
  - 7月 - 大阪証券取引所ヘラクレス市場（現・JASDAQ）に株式上場。
  - 9月 - イタリア「BOGGI MILANO」の販売店舗を東京都中央区日本橋に開店。
  - 12月 - 株式会社オンリートレンタ、株式会社オンリーコントラクトを設立[広報 1]。
- 2006年（平成18年）
  - 5月 - 本社を京都市中京区に移転し、東京事務所の名称を東京オフィスに変更。
- 2007年（平成19年）
  - 9月 - イタリア・フィレツェのTIE YOUR TIE社と株式会社タイユアタイアジアを設立。東京都港区南青山に「TIE YOUR TIE 青山店」を開店。
- 2008年（平成20年）
  - 1月 - 物流倉庫を大阪府枚方市から京都市山科区に移転。
  - 4月 - 株式会社丸井グループと業務・資本提携を合意する[2][3]。
  - 9月 - オンラインストア The @SUPER SUITS STORE.COMを開設。
- 2009年（平成21年）
  - 6月 - 本社を京都市中京区から下京区に移転。
  - 7月 - オンリークラブカードを刷新して「モバイルオンリークラブ」を開始。
  - 10月 - ウィメンズスーツ専門店「She loves SUITS」を東京南青山に開店[広報 2][広報 3]。
- 2013年（平成25年）
  - 2月 - プロダクトブランドを「ONLY」に統一。ONLY店舗の１号店を東京都港区赤坂に開店。
  - 5月 - 山科商品センターを京都市山科区勧修寺のオンリー商品センターに移転。
- 2015年（平成27年）
  - ５月 - 東京証券取引所 市場第２部へ株式上場市場を変更。
  - ７月 - 京都市下京区に自社ビル「オンリー烏丸ビル」が竣工。
- 2016年（平成28年）
  - ８月 - 東京証券取引所 市場第１部へ株式上場市場を変更。
- 2017年（平成29年）
  - ６月 - モバイルオンリークラブを刷新し「ONLY MEMBERS」を開始。
  - ６月 - オーダーメイドスーツ「ミニマルオーダー」の販売を開始。
  - 8月 - 全国7店舗の「The @ SUPER SUITS STORE」を、社名でもある「ONLY」に統一し、リニューアルオープン
  - 10月 - 首都圏での新規出店や取引先との関係の強化を図るため東京本部を開設し、営業・商品・マーケティング関係の部門を移転。
- 2019年（平成31年）
  - １月 - 「ONLY PREMIO TOKYO」を東京都千代田区有楽町に開店。
- 2021年（令和3年）　
  - 10月 - マネジメント・バイアウトの一環として株式会社紳士服中西が株式公開買付けを実施し、議決権所有割合ベースで69.81%の株式を取得[広報 4]。
- 2022年（令和4年）
  - 1月18日 - 東京証券取引所での上場を廃止。
  - 1月20日 - 株式併合により株式会社紳士服中西が単独株主となる[広報 5]。
  - 9月 - 株式会社紳士服中西と合併（存続会社は株式会社オンリー）。合併後の資本金は1,000万円。

## 事業所
- 本社 - 京都市下京区松原通烏丸西入ル玉津島町303番地
経営管理本部、人財開発室、内部監査室
- 東京本部 - 東京都千代田区有楽町2-2-3　HULIC SQUARE TOKYO 2階
ONLY事業本部
- 商品センター - 京都市山科区勧修寺瀬戸河原町126
スーツ＆スーツ事業本部

- 岐阜倉庫 - 岐阜県関市

## 連結子会社
- 株式会社オンリーファクトリー

株式会社オンリーファクトリーは、佐賀県武雄市にあるスーツ製造会社である。オーダーメイドスーツ「Tailor Made by KOICHI NAKANISHI」（以下、「テーラーメイドスーツ」）の製造と、ONLYのプレタポルテスーツ（既製服）等の製造を委託している国内外企業への品質管理・技術指導等を行っている。オンリーグループの研究開発部門として位置付けられており、「超軽量“空（くう）仕立て”」や「自宅で洗える”HOME WASH"スーツ」など独自の技術力を強みとしている。
- 株式会社オンリートレンタ

株式会社オンリートレンタは、京都市下京区にあるSUITS & SUITSの店舗運営を行う会社である。
| 会社名 | 株式会社オンリーファクトリー      | 株式会社オンリートレンタ                     |
| ------ | --------------------------------- | -------------------------------------------- |
| 本社   | 佐賀県武雄市大字武雄 茗荷谷2011-1 | 京都市下京区松原通烏丸西入ル 玉津島町303番地 |
| 設立   | 2000年1月18日                     | 2005年12月1日                                |
| 資本金 | 1,000万円                         | 1,000万円                                    |
| 株主   | 株式会社オンリー 100％            | 株式会社オンリー 100％                       |
| 決算期 | 8月31日                           | 8月31日                                      |
| 代表者 | 代表取締役社長 中村直樹           | 代表取締役社長 中村直樹                      |

### かつて存在した子会社
- 株式会社タイユアタイアジア
2007年9月にイタリアのTIE YOUR TIE社と合弁で設立。その後、2011年7月に保有する同社の株式を他社へ売却した。
- 株式会社オンリーコントラクト
2011年に株式会社オンリートレンタが吸収合併。
- 株式会社オンリースタイリングラボ
2011年に株式会社オンリートレンタが吸収合併。

## 店舗

### ONLY
ONLYは、1999年に東京日比谷に1号店を開店したビジネスマンを中心顧客とするスーツストア The @SUPER SUITS STOREの「低価格、高感度、高品質」のビジネスウェアを提供するコンセプトを受け継ぎ、商品や店舗空間などのクオリティを高めた店舗として2013年から展開している。メンズ・ウィメンズの既製服とテーラーメイドスーツを中心に販売。株式会社オンリーの中核店舗として、北海道から九州まで全国に約30店舗を展開している。

### ONLY PREMIO TOKYO
ONLYの旗艦店舗となる「ONLY PREMIO TOKYO」を東京有楽町のHULIC SQUARE TOKYOに2019年１月オープン。ビジネスウェアの単一売場としては都内最大級の約300坪の売場面積を誇り、既製品からテーラーメイドスーツまでONLYのフルラインナップ商品を販売。ビジネスウェアに関するイベントや同店限定商品の販売なども行っている。

### ONLY PREMIO
プレステージ性の高いスーツや、高級素材を用いたインポートファブリックのテーラーメイドスーツ、イタリア生地国内縫製のネクタイなど、品質とトレンドを兼ね備えたアイテムの販売を行っている。現在は東京と大阪の合計２店舗を展開。

### ONLY WOMEN
ONLY WOMEN（旧・She loves SUITS）は、京都市中京区にあるウィメンズスーツの専門店である。既製服とテーラーメイドスーツの販売を行っている。

### SUITS & SUITS
SUITS & SUITSは、2001年に48サイズのスーツを100米ドルで販売する店舗として開業した。開業時には大手電機メーカーと共同開発したデジタルカメラ技術を用いたサイズ自動採寸装置「Auto Tailor（オートテーラー）」を導入したことも話題となった。現在は開業時と商品内容やサイズ構成は異なるが、高品質かつリーズナブルな価格のオリジナル商品とONLYで2年経過した商品を販売するショップとして、全国で23店舗を展開している。

### かつて存在した主な店舗
- INHALE+EXHALE
- The @SUPER SUITS STORE
- She loves SUITS
- ONLY 京都 TAILOR
- EDIT & ONLY
- 19SHOP

### 全国店舗数
| 運営会社                 | 店舗名        | 北海道 | 東北 | 関東 | 中部 | 近畿 | 中国 | 九州 | 合計 |
| ------------------------ | ------------- | ------ | ---- | ---- | ---- | ---- | ---- | ---- | ---- |
| 株式会社オンリー         | ONLY          | 2      |      | 6    | 6    | 13   | 3    | 1    | 31   |
| 株式会社オンリートレンタ | SUITS & SUITS | 1      |      | 6    | 1    | 12   | 2    | 1    | 23   |
| 合計                     |               | 3      |      | 12   | 7    | 25   | 5    | 2    | 54   |

※1．ONLYの店舗数には、ONLY PREMIO TOKYO、ONLY PREMIO、ONLY WOMENの店舗数を含む。
※2．運営する店舗については、公式サイト「ショップ情報」を参照。

## その他
- ONLY MEMBERS

ポイントカード会員制度を1999年11月から開始して会員カードの発行を行っていたが、2009年7月に会員カード制度を廃止し、モバイルオンリークラブという携帯電話によるモバイルでの会員制度の運営に移管した。会員特典は主に、購入金額に応じたクーポン、誕生日特典、購入アイテムやサイズ履歴の確認等である。2017年６月からは、モバイルオンリークラブを刷新して、スマートフォンアプリを活用した「ONLY MEMBERS」を開始。
- バーゲンセールや社員販売に関して

アパレル会社としては異例だが、全店舗でバーゲンセールや社員向け特別価格の販売（社員販売）を行っていない。
- スポーツスポンサーに関して

・2006年からJリーグ・京都サンガF.C.のオフィシャルスーツサプライヤーとして、同チームのオフィシャルスーツ（スーツ、シャツ、ネクタイ）の提供を行っている。また、毎年度のオフィシャルスーツと同一仕様のスーツやネクタイ等を京都地区限定で販売している。
・2016年から2023年まで京都滋賀オープンゴルフ選手権に特別協賛して、同大会は「オンリーカップ 京都滋賀オープンゴルフ選手権」として開催されていた。
・2019年から2023年までNTTドコモ レッドハリケーンズ大阪のオフィシャルスーツサプライヤーとなり、同チームの選手・スタッフが移動時やチーム公式行事で着用するスーツを提供していた。

#### 広報資料・プレスリリースなど一次資料
1. ↑  株式会社オンリー『有価証券報告書 - 事業年度 第30期（自 平成17年9月1日 至 平成18年8月31日）』2006年。
2. ↑  株式会社オンリー (2010年11月8日). “第34期定時株主総会招集ご通知”. 2010年12月20日閲覧。
3. ↑  2009年10月1日のShe loves SUITS発表会には、ゲストにほしのあきを招き、プレスリリースが行われた。
4. ↑  株式会社オンリー (2021年10月16日). “株式会社紳士服中西による当社株式に対する公開買付けの結果並びに親会社及び主要株主である筆頭株主の異動に関するお知らせ”. 2021年11月6日閲覧。
5. ↑  株式会社オンリー (2021年11月26日). “株式併合、単元株式数の定めの廃止及び定款の一部変更に関するお知らせ”. 2022年1月30日閲覧。
6. 1 2 3 4  株式会社オンリー『有価証券報告書 - 事業年度 第34期（自 平成21年9月1日 至 平成22年8月31日）』東京証券取引所、2010年。
7. ↑  株式会社オンリー. “モバイルオンリークラブ”. 2010年12月20日閲覧。[リンク切れ]
8. ↑  株式会社オンリー. “よくあるご質問 - セールはしないんですか？”. 2010年12月20日閲覧。
9. ↑  京都サンガF.C. (2009年3月4日). “｢株式会社オンリー｣オフィシャルスーツサプライヤー契約継続のお知らせ”. 2010年12月20日閲覧。[リンク切れ]